# Rachel se udaje (2008.)
Rachel se udaje, američka drama iz 2008. godine. 

## Sažetak
Na sestrino vjenčanje dolazi Kym kojoj je to kratki odlazak s odvikavanja od droge i alkohola. Svjesna je da je odgovorna za smrt svojega brata. Svima se ispričava zbog ponašanja u prošlosti. Po svemu izgleda da joj sestra Rachel neće nikad moći oprostiti. Kym nalazi snagu i pita mati zašto joj je dala čuvati brata tog kobnog dana premda je znala za njezinu ovisnost.

## Vanjske poveznice
- Službena stranica na Sony Classics
- Rachel se udaje AllMovie
- Rachel se udaje u internetskoj bazi filmova IMDb-a
- Rachel se udaje TCM Movie Database
- Rachel se udaje Metacritic
- Rachel se udaje Rotten Tomatoes
- Rachel se udaje Box Office Mojo